# Toemanisjvili

Toemanisjvili (ook: Toumanoff of Toumanichvili ) is een oud-adellijk, vorstelijk geslacht uit Georgië.

## Geschiedenis
De familie Toemanisjvili is een sinds de 13e eeuw in Kartli gevestigd oud-adellijk geslacht. In 1783 werd het geslacht ingeschreven in de lijst van prinsen die als bijlage aan het Verdrag van Georgiejevsk was gehecht. In 1826 en 1850 werd de titel van vorst erkend door de senaat van het Russische keizerrijk. Nakomelingen leven nu in de Verenigde Staten. Een bekende telg is de Amerikaanse hoogleraar en genealoog Cyril vorst Toumanoff (1913-1997) die veel gepubliceerd heeft over de geschiedenis van Georgië en de Georgische prinselijke families, waaronder over zijn eigen familie.